# Minofala
Minofala là một chi bướm đêm thuộc họ Noctuidae.

## Loài
- Minofala instans Smith, 1905